# Joana I de Nápoles
Joana I de Nápoles (1326/1327 – 27 de junho de 1382) foi rainha de Nápoles e condessa da Provença e Forcalquier de 1343 a 1382; também foi princesa de Acaia de 1373 a 1381. Joana era a filha mais velha de Carlos, duque da Calábria e Maria de Valois. O seu pai, filho de Roberto, o Sábio, rei de Nápoles, faleceu em 1328, antes de ter a oportunidade de suceder ao trono. Três anos depois, Roberto nomeou Joana como herdeira e ordenou aos seus vassalos que lhe jurassem fidelidade.
Para fortalecer a sua posição, concluiu um acordo com o sobrinho, o rei Carlos I, sobre o casamento do filho mais novo de Carlos, André, e Joana. Carlos também queria garantir a herança do tio a André, mas Roberto nomeou Joana como sua única herdeira, no leito de morte em 1343. Também nomeou um conselho de regência para governar os seus reinos até ao aniversário 21.º aniversário de Joana, mas os regentes não puderam realmente assumir as rédas da administração do estado após a morte do rei. O primo de Joana, Carlos, Duque de Dirráquio, casou com a sua irmã, Maria, sem permissão.

## Vida

### Primeiros anos
Joana foi a segunda filha de Carlos, duque da Calábria (único filho sobrevivente de Roberto, o Sábio, rei de Nápoles) e Maria de Valois (irmã do rei Filipe VI). A data exata de seu nascimento é desconhecida, mas provavelmente nasceu em 1326 ou 1327. O historiador renascentista Donato Acciaioli afirmou que nasceu em Florença, mas pode ter nascido na viagem de seus pais à cidade, de acordo com a estudiosa Nancy Goldstone. A irmã mais velha de Joana, Luísa, morreu em janeiro de 1326 e o seu único irmão, Carlos Martel, viveu apenas oito dias em abril de 1327.
Carlos da Calábria morreu inesperadamente em 9 de novembro de 1328. Com a sua morte, o pai enfrentou um problema de sucessão, porquanto a criança póstuma de Carlos também era uma filha, Maria. Embora a lei napolitana não impedisse as mulheres de herdarem o trono, o conceito de uma rainha reinante era incomum. O acordo entre a Santa Sé e o avô de Roberto o Sábio, Carlos I de Anjou, reconheceu explicitamente o direito das mulheres descendentes de Carlos I de herdarem o trono, mas também estipulou que uma monarca deveria se casar e permitir que seu marido governasse. Além disso, a casa real napolitana era um ramo da dinastia capetiana da França e os franceses haviam recentemente excluído mulheres da sucessão real. O sobrinho de Roberto, Carlos I da Hungria, foi deserdado a favor de Roberto em 1296, mas não abandonou sua reivindicação ao Regno (ou ao Reino de Nápoles). O papa João XXII ignorou as exigências de Carlos durante anos, mas o apoio de Roberto aos franciscanos espirituais (que o papa considerava hereges) e sua negligência em pagar a homenagem anual à Santa Sé provocaram as tensões entre Nápoles e o papado. Os dois irmãos mais novos de Roberto, Filipe I, o príncipe de Taranto, e João, duque de Dirráquio, também podiam reivindicar o trono contra uma monarca.
Roberto estava determinado a garantir a sucessão aos seus próprios descendentes e nomeou Joana e Maria como seus herdeiros numa cerimônia pública no Castelo Novo, em Nápoles, em 4 de dezembro de 1330. João de Dirráquio e sua esposa, Inês de Périgord, aceitaram a decisão de Roberto (possivelmente na esperança de que um de seus três filhos se casasse com Joana), mas Filipe I de Taranto e sua esposa, Catarina de Valois, decidiram não obedecer. Quando Joana foi investida com o direito de suceder seu avô em 30 de novembro, João e Inês estavam entre os vassalos napolitanos que juraram fidelidade a ela, mas Filipe e Catarina não compareceram à cerimônia. Até mesmo o papa só conseguiu persuadir Filipe a enviar um adjunto a Nápoles para homenagear Joana em seu nome em 3 de março de 1331.
Enquanto isso, Carlos pediu ao papa que convencesse Roberto a restaurar os dois feudos que seu pai, Carlos Martel, detinha no Regno - o Principado de Salerno e a Honra do Monte Santo Ângelo - para ele e seus filhos. Também apresentou uma aliança de casamento, pedindo a mão de Joana para um de seus filhos. O papa apoiou o plano e insistiu para que Roberto o aceitasse. A viúva Catarina de Valois se aproximou de seu meio-irmão, Filipe VI da França, para intervir e bloquear o casamento. Ela propôs seus filhos, Roberto e Luís, como maridos adequados para Joana e Maria. O papa estava resoluto e emitiu uma bula em 30 de junho de 1331, ordenando que Joana e sua irmã se casassem com os filhos de Carlos. Inicialmente, o filho mais velho de Carlos, Luís, foi designado como marido para Joana. Seu irmão mais novo, André, era apenas o substituto de Luís em caso de sua morte prematura. Em um ponto durante as negociações, Carlos mudou sua decisão e nomeou André para se casar com Joana.
Depois que a mãe de Joana morreu em 1332, a segunda esposa de Roberto (a madrasta de Joana), Sância de Maiorca, assumiu a responsabilidade por sua educação. A rainha Sância, fervorosa patrona dos franciscanos espirituais, vivia como uma freira Clarissa, embora o papa se negasse a anular seu casamento com o rei Roberto. A enfermeira de Joana, Filipa de Catânia, exerceu uma influência ainda maior sobre sua educação. Sância e Filipa foram as personalidades mais influentes na corte de Roberto, que não tomou decisões sem o seu consentimento, segundo Boccaccio.
Carlos foi pessoalmente a Nápoles para concluir as negociações com seu tio sobre o casamento de Joana e André no verão de 1333. Não poupou dinheiro durante a jornada, pois queria demonstrar sua riqueza e poder. Os dois reis chegaram a um acordo depois de mais negociações. Segundo o acordo, André e Joana estavam noivos, mas Roberto e Carlos também estipulavam que André se casaria com Maria se sobrevivesse a Joana, e um dos filhos sobreviventes de Carlos - Luís ou Estêvão - deveria se casar com Joana se André morresse antes dela. O contrato de casamento foi assinado cerimoniosamente em 26 de setembro. No dia seguinte, Roberto investiu Joana e André com o Ducado da Calábria e o Principado de Salerno. O papa concedeu os dispensações necessárias para os casamentos em novembro de 1333. O casamento permaneceu não consumado durante anos, muito provavelmente por causa da imaturidade de André, mas deu origem a conflitos entre os diferentes ramos da Casa de Anjou.
André cresceu em Nápoles, mas ele e seus empregados húngaros eram considerados estrangeiros. Seus primos (os filhos de Filipe de Taranto e João de Dirráquio), e até Joana, muitas vezes zombavam dele. Autores contemporâneos e posteriores estavam convencidos de que o rei Roberto inicialmente queria nomear André como seu sucessor. Por exemplo, Giovanni Villani, afirmou que o rei "queria que seu sobrinho, filho do rei da Hungria, sucedesse-o após sua morte". No entanto, miniaturas da Bíblia de Anjou mostram apenas Joana usando uma coroa no final da década de 1330. Desde que o rei tinha encomendado, as fotos sugerem que ele havia decidido ignorar a reivindicação de André ao trono. De fato, em seu último testamento, nomeou Joana como sua única herdeira para Nápoles, Provença, Forcalquier e Piemonte, e também legou sua reivindicação ao Reino de Jerusalém para ela. Também estipulou que Maria herdaria os reinos de Joana se morresse sem filhos. Roberto não ordenou a coroação de André, excluindo-o assim da administração de Nápoles. O rei moribundo também estabeleceu um conselho de regência, composto por seus conselheiros de maior confiança - o vice-chanceler Filipe de Cabassoles, bispo de Cavaillon, Filipe de Sanginetto, o grão-senescal da Provença e o almirante Gifredo de Marzano - e chefiado por Sância. Ele ordenou que Joana só pudesse começar a governar sozinha após seu 21º aniversário, ignorando a lei consuetudinária que estabeleceu 18 anos como a maioridade.

### Reinado

#### Ascensão
Roberto morreu em 20 de janeiro de 1343, aos 68 anos, após 34 anos como rei de Nápoles. Dois dias depois, André foi cavaleiro e seu casamento com Joana foi consumado de acordo com os últimos desejos do falecido. Depois disso, se reuniram principalmente apenas em importantes cerimônias estaduais e religiosas. Caso contrário, foram para igrejas separadas, visitaram lugares separados e Joana até proibiu o marido de entrar em seu quarto sem a permissão dela. André, de quinze anos, não tinha seu próprio tesouro e os cortesãos de Joana controlavam seus gastos diários.
Ao escrever sobre a situação política no reino após a morte de Roberto, Petrarca descreveu Joana e André como "dois cordeiros confiados aos cuidados de uma multidão de lobos, e vejo um reino sem rei". A maioria dos agentes políticos se ressentiu do estabelecimento do conselho de regências. Joana aproximou-se do papa Clemente VI e pediu-lhe que concedesse o título de rei ao marido, provavelmente porque queria garantir o apoio dos húngaros angevinos para encurtar o mandato de sua minoria. O papa considerou o estabelecimento do conselho de regência como usurpação de seus direitos soberanos, mas queria controlar a administração de Nápoles. Embora rejeitou a proposta de Joana, mas raramente endereçava cartas diretamente ao conselho.
Inês de Périgord queria assegurar a mão da irmã de Joana, Maria, para seu filho mais velho, Carlos de Dirráquio. A rainha viúva Sância e Joana apoiaram seu plano, mas sabiam que Catarina de Valois se oporia ao casamento. O irmão de Inês, Hélio de Talleyrand-Périgord, foi o cardeal mais influente da corte do papa em Avinhão. Ele convenceu Clemente VI a emitir uma bula papal em 26 de fevereiro de 1343, autorizando Carlos a se casar com qualquer mulher. De posse da bula, Maria ficou noiva de Carlos na presença de Joana, Sância e outros membros do conselho de regência de Castelo Novo em 26 de março. O noivado indignou Catarina, que apelou ao rei Filipe VI da França e ao papa, exigindo que obtivessem sua anulação. Dois dias após o noivado, Carlos sequestrou Maria para seu castelo, onde um padre os casou secretamente e o casamento logo foi consumado.
O segundo filho de Catarina, Luís de Taranto, invadiu os domínios de Carlos, que reuniu suas tropas para garantir a defesa de suas propriedades. O casamento secreto de sua irmã enfureceu Joana e ela enviou cartas ao papa exigindo a anulação do casamento. Clemente VI se recusou e ordenou que o cardeal Hélio enviasse um emissário a Nápoles para mediar um compromisso. O emissário do cardeal convenceu as partes a assinar um acordo em 14 de julho de 1343. A legitimidade do casamento de Carlos e Maria foi reconhecida, mas Catarina e seus filhos receberam pagamento em dinheiro do tesouro real. Joana perdeu a confiança tanto na irmã quanto no ramo de Dirráquio de sua família e começou a promover a carreira de seus funcionários mais confiáveis, incluindo o filho de Filipa de Catânia, Roberto de Cabannis, e seu tio ilegítimo, Carlos de Artois.